# Tintarella di luna (singel)
Tintarella di luna – singel włoskiej piosenkarki Miny z albumu o tym samym tytule, powstały i wydany w 1959 roku. Utwór stał się pierwszym przebojem piosenkarki, osiągając trzecią pozycję na liście najlepszych utworów muzycznych 1959 roku we Włoszech oraz osiągnął nakład 200 tysięcy sprzedanych kopii.
Wykonawczyni singla w 1960 roku nagrała także francuską wersję utworu zatytułowaną „Un petit claire de lune”.

## Pozycje na listach przebojów
| Lista (1959–1960)                      | Pozycja |
| -------------------------------------- | ------- |
| Belgia (Ultratop 50 – Region Waloński) | 47      |
| Włochy (Musica e dischi)               | 3       |